# Ostasi III Polentani
Ostasi III Polentani fou fill i successor d'Obizzo Polentani com a senyor de Ravenna.
Obizzo va morir el 31 de gener de 1431. Venècia va enviar un proveditore per controlar al jove Ostasi que només va ser senyor de fet.
El 1438 Nicolò Piccinino, al servei del duc de Milà, després d'apoderar-se de Bolonya va envair Ravenna, i va forçar a Ostasi a aliar-se amb els Visconti i abandonar l'aliança veneciana. Venècia va enviar vaixells que es van apoderar sense problemes de la ciutat el 1440 i el febrer de 1441 van declarar la senyoria annexionada.
Ostasi, la seva dona i el fill foren enviats desterrats a Candia (Creta) i va morir en un convent franciscà probablement assassinat el 1447.
Es va casar el 1425 amb Costanza Migliorati, que va morir el 1430, i en segones noces (1431)amb Ginevra Manfredi, de la que va tenir el seu únic fill Girolamo Polentani.